# Mauri Pekkarinen

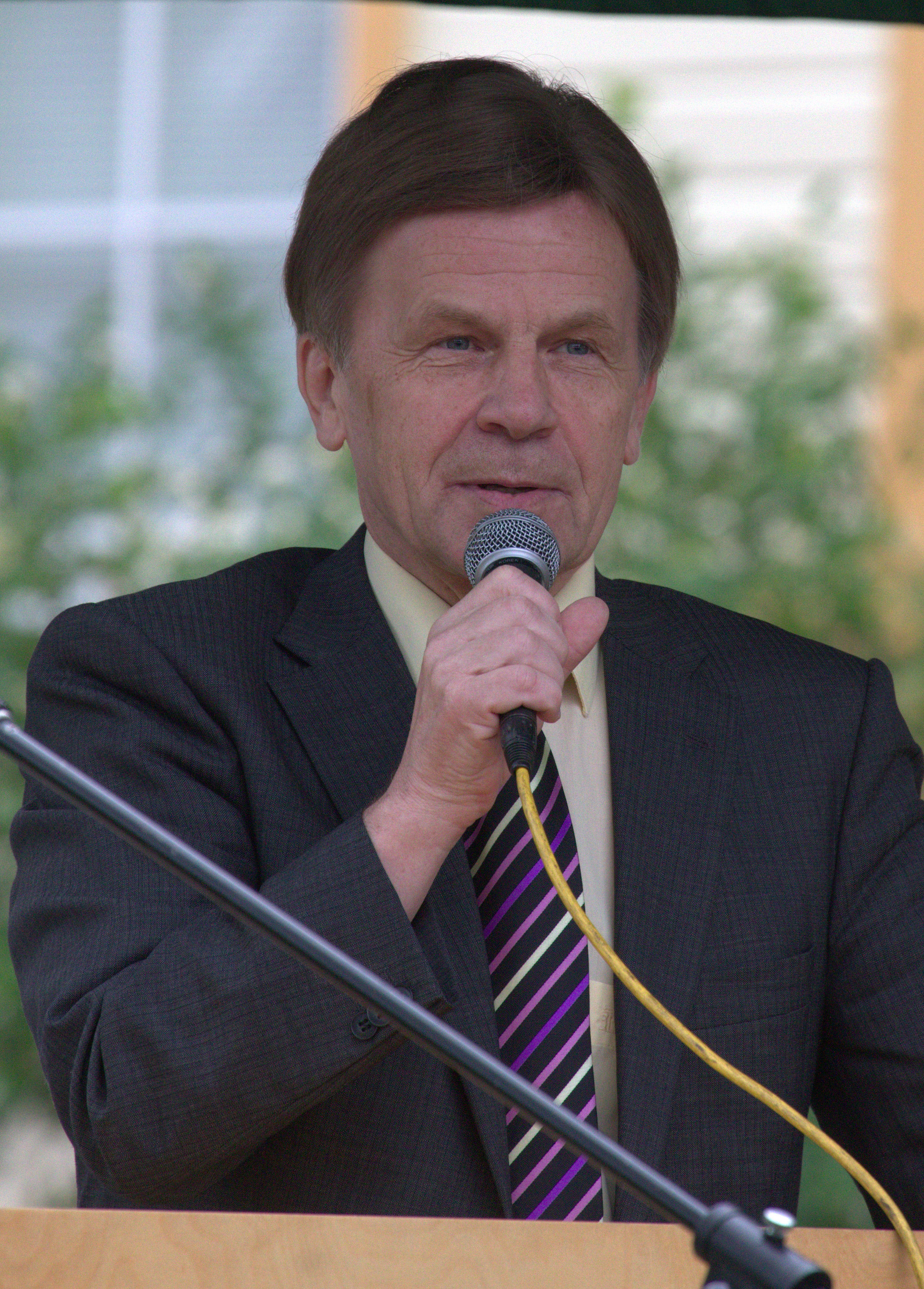
Mauri Pekkarinen.

Reijo Mauri Matias Pekkarinen, född 6 oktober 1947 i Kinnula i Finland, är en finländsk politiker. Han representerar Centern i Finland.

## Biografi
Mauri Pekkarinen tog studenten i Kannuksen yhteiskoulu år 1968. Sedan började han studera på Jyväskylä universitet där han utexaminerades år 1974.
Pekkarinen är hedersdoktor vid Villmanstrand tekniska universitet (2008) och Jyväskylä universitet (2009).

### Politisk karriär
Pekkarinen invaldes 1977 till Jyväskyläs stadsfullmäktige där han satt till 2004, och blev invald igen 2008.
Han har varit riksdagsledamot under perioden 1979–2019. År 2019 valdes han till Europaparlamentet med 247 477 personliga röster och blev därmed den i Centern som fick flest röster.
Han var mellan 1 januari 2008 och 22 juni 2011 Finlands näringsminister i regeringarna Vanhanen II och Kiviniemi. Hans titel var handels- och industriminister i regeringarna Jäätteenmäki och Vanhanen I samt under de första månaderna av Vanhanen II 2003–2008. Han var Finlands inrikesminister 1991–1995.
Under Pekkarinens tid som minister myntades termen "pekkaroida", som betecknar ett aggressivt lobbande för att ens egen valkrets ska gynnas av statsbudgeten. Till exempel lyckades Pekkarinen under sin tid som inrikesminister få till stånd finansiering av den 787 meter långa bron "Kärkisten silta" över Päijänne till Korpilax. Termen används fortfarande oftast i negativ kontext..
Sedan 2019 är Pekkarinen ledamot i Europaparlamentet. Han är (2024) ledamot i utskottet för industrifrågor, forskning och energi och delegationen för förbindelserna med Japan. Han är dessutom suppleant för budgetutskottet, utskottet för regional utveckling, Delegationen för samarbete i norr och för förbindelserna med Schweiz och Norge, till den gemensamma parlamentarikerkommittén EU–Island och till EES gemensamma parlamentarikerkommitté och Delegationen till de parlamentariska samarbetskommittéerna EU–Kazakstan, EU–Kirgizistan, EU–Uzbekistan och EU–Tadzjikistan samt förbindelserna med Turkmenistan och Mongoliet.

### Familj
Mauri Pekkarinen är sedan 1972 gift med hälsovårdaren Raija Pekkarinen. Paret har fyra barn.

## Utmärkelser
- 2008 – utnämnd till hedersdoktor vid Villmanstrand tekniska universitet.[1]
- 2009 – utnämnd till hedersdoktor vid Jyväskylä universitet.[1]